# Deborah Allen
- No confundir con la actriz Debbie Allen

Deborah Allen (nacida Deborah Lynn Thurmond el 30 de septiembre en Memphis, Tennessee) es una cantante estadounidense de música country.
Desde 1976, ha grabado 9 álbumes y tenido 14 singles en el Billboard de Hot Country Songs, de los cuales el más notables es el hit "Baby I Lied" que consiguió el número 4 en los country charts y el 26 en los Billboard Hot 100. Allen también ha escrito sencillos que entraron en la lista de los diez más populares para Janie Fricke, Patty Loveless, Tanya Tucker y The Whites.

## Discografía
- Deborah Allen discography